# Ali a les yeux bleus
Pour plus de détails, voir Fiche technique et Distribution.
Ali a les yeux bleus (Alì ha gli occhi azzurri) est un film italien de Claudio Giovannesi sorti en 2012, et présenté au Festival international du film de Rome.
Claudio Giovannesi s'inspire de l'univers poétique urbain de Pier Paolo Pasolini, auteur de Alì dagli occhi azzurri (Ali aux yeux bleus).

## Synopsis
La scène se déroule sur le littoral d'Ostie en hiver. Il est huit heures du matin, deux adolescents de seize ans volent un cyclomoteur, et à neuf heures entrent à l'école. Nader est un Égyptien né à Rome, Stefano son meilleur ami est italien. Brigitte, la petite amie de Nader est italienne et les parents de Nader ne voient pas cette liaison d'un bon œil et l'adolescent s'enfuit de la maison.
Alì ha gli occhi azzurri raconte une semaine de la vie d'un adolescent qui essaye de passer outre des valeurs de sa famille d'origine. Le dilemme entre être arabe ou italien courageux et amoureux comme le protagoniste d'un conte de fées contemporain : Nader devra supporter le froid, la solitude, la route, la faim et la peur, échapper à ses ennemis et la perte de l'amitié afin de trouver sa propre identité.

## Fiche technique
- Titre français : Ali a les yeux bleus
- Titre original : Alì ha gli occhi azzurri
- Titre international : Alì Blue Eyes
- Réalisation : Claudio Giovannesi
- Scénario : Claudio Giovannesi, inspiré du documentaire Fratelli d'Italia
- Mise en scène : Claudio Giovannesi, Filippo Gravino
- Décors : Daniele Frabetti
- Musique: Claudio Giovannesi
- Costumista :
- Photographie : Daniele Ciprì
- Montage : Giuseppe Trepiccione
- Production : Acaba Produzioni
- Société de distribution : BIM
- Pays d'origine :  Italie
- Langue originale : italien
- Format couleur : 35 mm
- Genre : Dramatique
- Durée : 100 minutes environ
- Dates de sortie : 
  -  Italie : 10 novembre 2012 (Festival international du film de Rome 2012) ; 15 novembre 2012 (sortie nationale)
  -  France : 30 avril 2014

## Distribution
- Nader Sarhan : Nader
- Stefano Rabatti : « Ste » (Stefano)
- Brigitte Abruzzesi : Brigitte, la petite amie de Nader
- Marian Valenti Adrian : Zoran, le jeune roumain
- Yamina Kacemi : Laura, la sœur de Nader
- Salah Ramadan : Mahmoud
- Cesare Hosny Sarhan : le père de Nader
- Fatima Mouhaseb : la mère de Nader
- Marco Conidi : le père de Brigitte
- Alessandra Roca : la mère de Brigitte
- Elisa Geroni : l'ex de « Ste »
- Roberto D'Avenia : Ruggero

## Distinctions

### Nominations et sélections
- Festival international du film de Rome 2012
- Festival du film Premiers Plans d'Angers 2013
- Festival international du film de Göteborg 2013
- Festival international du film de Thessalonique 2013
- Festival du film de Tribeca 2013